# Michal Barinka
Michal Barinka (Vyškov, 12 giugno 1984) è un hockeista su ghiaccio ceco.

## Palmarès

### Mondiali
- 1 medaglia:
  - 1 oro (Germania 2010)